# 1988 في لبنان
فيما يلي قوائم الأحداث التي وقعت خلال عام 1988 في لبنان.

## سياسة

### تعيين في المنصب
- 22 سبتمبر – ميشال عون رئيس وزراء لبنان.

## كتب
من الكتب التي صدرت هذه السنة في لبنان:
- 1 مارس – سمرقند من تأليف أمين معلوف.

## مواليد

### يناير
- 1 يناير – روزاريتا طويل
- 1 يناير – غازي علي ضاوي
- 28 يناير – سحر خليل

### فبراير
- 8 فبراير – نادين ويلسون نجيم

### أبريل
- 25 أبريل – حامد سنو موسيقي لبناني.

### أغسطس
- 21 أغسطس – نادر الأتات مغني لبناني.

### أكتوبر
- 20 أكتوبر – راي باسيل لاعبة رماية لبنانية.

### ديسمبر
- 2 ديسمبر – آسيا عبد الله

## وفيات

### يناير
- 1 يناير – ميخائيل نعيمة (مواليد 1889) كاتب لبناني.

### نوفمبر
- 27 نوفمبر – تقي الدين الصلح (مواليد 1908)